# District de Szigetszentmiklós
Le district de Szigetszentmiklós (en hongrois : Szigetszentmiklósi járás) est un des 18 districts du comitat de Pest en Hongrie. Créé en 2013, il compte 110 033 habitants et rassemble 9 localités : 3 communes et 6 villes dont Szigetszentmiklós, son chef-lieu.

## Localités
- Dunaharaszti
- Dunavarsány
- Délegyháza
- Halásztelek
- Majosháza
- Szigethalom
- Szigetszentmiklós
- Taksony
- Tököl